# Bulbophyllum hirsutiusculum
Bulbophyllum hirsutiusculum là một loài phong lan thuộc chi Bulbophyllum.